# لمن
لُمِن أو (نقحرة: لومين) (بالفرنسية: Lummen)‏ هي إحدى البلديات البلجيكية الواقعة في مقاطعة ليمبورغ قرب هاسيلت. بلغ تعداد السكان 13,691 نسمة في تعداد عام 2006.